# Sakae Esuno
えすの・サカエ
Sakae Esuno (えすの・サカエ, Esuno Sakae), né le 17 novembre 1973 dans la préfecture de Shizuoka, au Japon, est un mangaka.
Il est principalement connu pour son manga Mirai Nikki[réf. souhaitée].

## Biographie
Sakae publie l'intégralité de ses mangas dans le magazine Monthly Shōnen Ace. Il publie d'abord Hanako et autres Légendes Urbaines (花子と寓話のテラー, Hanako to guuwa no tera) en 2004, puis Mirai nikki (未来日記) — grâce auquel l'auteur rencontre le succès[réf. nécessaire] — qui sera d'abord adapté en OAV en 2010, puis en série d'animation l'année suivante. La série Big Order a été prépubliée entre 2011 et 2016 et une série animée a été diffusée en 2016.

## Œuvres
- 2003 : Kokoro yori meiru (ココロよりメイル?), sorti dans un supplément du Shonen Ace au printemps 2003[1]
- 2004 - 2005 : Hanako et autres légendes urbaines (花子と寓話のテラー?), série en quatre volumes (paru en France en 2010)[Fiche 1]
- 2006 - 2011 : Mirai nikki (未来日記?), série en douze volumes (paru en France entre 2009 et 2011)[Fiche 2]
- 2008 : Mirai Nikki - Mosaic, one shot (paru en France en 2010)[Fiche 3]
- 2010 : Mirai Nikki - Paradox, one shot (paru en France en 2010)[Fiche 4]
- 2011 - 2016 : Big Order (ビッグオーダー?), série en dix volumes (paru en France entre 2013 et 2017)[Fiche 5]

## Récompenses
- 2001 - 11e « prix du nouvel auteur » du magazine Monthly Shōnen Ace[2],[3]
- 2003 - « prix du nouvel auteur » du magazine Monthly Shōnen Ace pour le manga Hanako to gûwa no terror[2],[3]

## Sources

### Fiches détaillées
1. ↑  « Hanako et autres Légendes Urbaines », sur Manga Sanctuary.
2. ↑  « Mirai Nikki », sur Manga Sanctuary.
3. ↑  « Mirai Nikki - Mosaic (Manga de Sakae Esuno) - Fiche détaillée sur Manga Sanctuary ».
4. ↑  « Mirai Nikki - Paradox », sur Manga Sanctuary.
5. ↑  « Big Order », sur Manga Sanctuary.